# 咸興操車場
咸興操車場（ハムンジョチャジャン、ハムンそうしゃじょう）は朝鮮民主主義人民共和国咸鏡南道咸興市に位置する朝鮮民主主義人民共和国鉄道省平羅線、新興線およびビナロン線の操車場である。